# Ester Alba Pagán
Ester Alba Pagán (Valencia, marzo de 1974) es una historiadora del arte española, vicerrectora de Cultura y Deportes en la Universidad de Valencia desde 2020.

## Biografía
Nació en Valencia en 1974. Su trayectoria profesional ha estado ligada a la Universidad de Valencia, donde también se licenció en Geografía e Historia —con especialidad en Historia del Arte— y obtuvo el doctorado. Ha sido, además de profesora, investigadora y vicedecana y decana de la facultad en la que ella misma estudió. En 2004 escribió su tesis sobre La pintura y los pintores valencianos durante la Guerra de la Independencia y el reinado de Fernando VII (1808-1833), y es autora, asimismo, de títulos como Pintura y crítica de arte en Valencia (1790-1868), El aeropuerto de Manises, de sus inicios a la actualidad y La Iglesia de la Asunción de Andilla.
A finales de 2020, la rectora de la institución la nombró vicerrectora de Cultura y Deportes. Entre sus colaboraciones con revistas y publicaciones especializadas se cuentan varias biografías de artistas para el Diccionario biográfico español de la Real Academia de la Historia.